# Johann Gungl

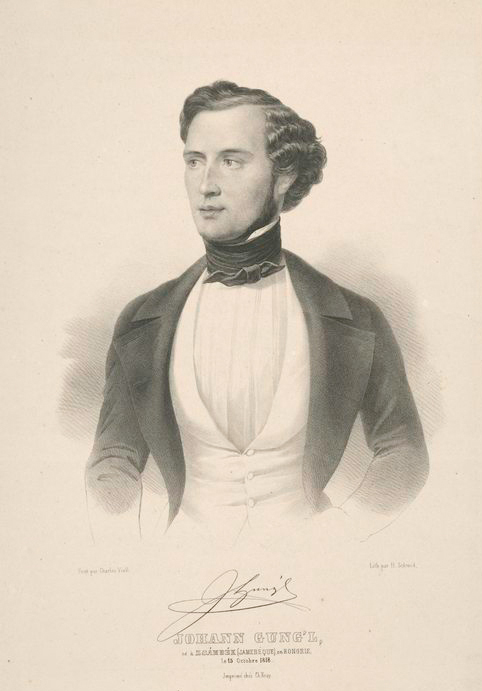
Johann (János) Gungl (1818–1883)

Johann Gungl, auch János Gungl (* 15. Oktober 1818 in Schambek, Kaisertum Österreich; † 23. November 1883 in Pécs, deutsch Fünfkirchen, Königreich Ungarn) war ein ungarndeutscher Geiger, Komponist und Dirigent.

## Leben
Gungl kam mit seiner Familie im Alter von drei Jahren nach Fünfkirchen, wo er siebenjährig Sängerknabe im Domchor wurde. Er erhielt Violin- und Klavierunterricht und spielte einige Zeit im Orchester des Deutschen Theaters der Stadt. In Graz leitete er die Militärmusik und spielte im Orchester seines Onkels Joseph Gungl. Von 1843 bis 1845 gab er Konzerte in Berlin und anderen deutschen sowie französischen Städten. Ab 1845 gastierte er mit einem eigenen Orchester in Sankt Petersburg. 1848 wurde er Soloviolinist der Hofkapelle des Zaren. 1858 kehrte er nach Fünfkirchen zurück und unterrichtete dort ab 1860 an der Musikschule. Daneben betätigte er sich als Kirchenmusiker, organisierte Kammermusikkonzerte und war von 1874 bis 1878 Dirigent des Städtischen Orchesters. Von Gungls Werken – überwiegend Walzer, daneben auch Märsche und Polkas – erschienen mehr als 100 im Druck.
Sein Onkel war der Komponist Josef Gung’l, seine Cousine Virginie Naumann-Gungl.